# Marquartstein
Marquartstein là một đô thị thuộc bang Bayern, Đức. 

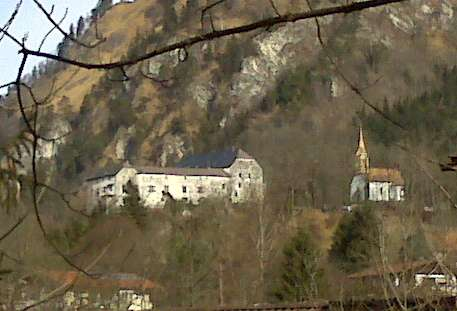